# 镇北台
镇北台位于中国陕西省榆林市城北五公里处，已列为全国重点文物保护单位。

## 保护
1992年4月20日，镇北台公布为第三批陕西省文物保护单位，编号3-1-52。
2001年6月25日，长城—镇北台公布为第五批全国重点文物保护单位，编号5-442。